# Rio Comarnicele din Cheia
O Rio Comarnicele din Cheia é um rio da Romênia, afluente do Cheia, localizado no distrito de Vâlcea.